# Праместрале (Болцано)
Праместрале је насеље у Италији у округу Болцано, региону Трентино-Јужни Тирол.
Према процени из 2011. у насељу је живело 9 становника. Насеље се налази на надморској висини од 1547 м.